# Ischiodontus
Ischiodontus là một chi bọ cánh cứng trong họ 
Elateridae.
Chi này được miêu tả khoa học năm 1859 bởi Candèze.

## Các loài
Các loài trong chi này gồm:
- Ischiodontus biemarginatus Steinheil
- Ischiodontus boninensis Makihara & Ôhira, 2006
- Ischiodontus daitoensis Ôhira, 1969
- Ischiodontus intersitialis Boheman
- Ischiodontus kawaii Ôhira, 1967
- Ischiodontus langfordi (Van Zwaluwenburg, 1957)
- Ischiodontus melanoxanthoides Fleutiaux, 1906
- Ischiodontus pinguis Candèze, 1859